# UNDER…
『UNDER････』（アンダー）は、1992年10月31日新宿LOFTでのワンマンにて300本限定で配布された黒夢のインディーズ時代最初のVHSである。

## 解説
- 正式表記は『UNDER････』である。
- 1993年1月1日に名古屋のインディーズCDショップ円盤屋から4thプレスまで発売。
- 2ndプレスは500本限定、配布ジャケ付。

以降ジャケ無し。
3rdプレスは縦入れ透明プラケース。
4thプレスは横入れ透明プラケース。

## 収録曲
1. IN SKY
（作詞:清春 作曲:清春・臣）
2. 浮遊悲
（作詞:清春 作曲:人時）
3. 中絶
（作詞:清春 作曲:臣)
4. 磔
（作詞:清春/作曲:人時）
エンディング。